# 弗兰斯·泽维尔·塞达机场
弗兰斯·泽维尔·塞达机场也叫作瓦伊奥蒂机场（Wai Oti）或毛梅雷机场，是位于印度尼西亚东努沙登加拉省希卡县首府毛梅雷的一座机场。毛梅雷以其在毛梅雷湾的珊瑚礁而闻名，曾经被认为是世界上最好的潜水地之一。

## 设施
毛梅雷机场海拔115英尺（35），有一条方向为05/23沥青铺装的跑道，跑道长宽为2,250乘45（7,382乘148英尺）。
为了容纳更多旅客，机场已经了整修。现在机场有一个长200米，宽120米的停机坪，航站楼面积3,000平方米。 此外，机场配备了跑道灯和精密进近轨迹指示器（PAPI），使得飞机可以在夜间起降。机场跑道也被扩大到2,250 x 45 米，可供波音737、空客A320等窄体飞机起降，未来跑道将被延长到2,500米。机场的滑行道也被扩大，现有滑行道面积77×36米。

## 航空公司和目的地
| 航空公司                                      | 目的地           |
| --------------------------------------------- | ---------------- |
| 加鲁达印尼航空 由探索航空和探索喷射机航空运营 | 登巴萨           |
| 楠航空                                        | 登巴萨、瓦英阿普 |
| 翎亞航空                                      | 古邦             |
| 风翼航空                                      | 登巴萨、古邦     |

## 资料来源
1. 1 2  Airport information for WATC （页面存档备份，存于） from DAFIF (effective October 2006)
2. 在大圆制图人（Great Circle Mapper）上的MOF / WATC机场信息 （来源：DAFIF 2006年10月生效）.
3. 在大圆制图人（Great Circle Mapper）上的WRKC机场信息
4. ↑  .   [2017-11-02]. （原始内容存档于2020-05-01）.